# Next Step Community Church (Brooklyn)
Next Step Community Church est une église chrétienne évangélique  non confessionnelle située au 360 Schermerhorn Street à Brooklyn, New York. Il a été construit en 1893–1894 dans le style néo-roman et reconstruit après un incendie en 1917–1918. Il a une base et une superstructure en grès brun avec des briques de la même couleur. Le bâtiment comprend une grande rosace et trois tours d'angle . 
Il a été inscrit au registre national des lieux historiques en 1995. L'orgue à tuyaux historique subissait une restauration de plusieurs années  lorsqu'il a été gravement endommagé par un incendie le 7 juillet 2010. 
En 2022, elle est devenue  non confessionnelle et a été renommé Next Step Community Church.